# 芳賀良一
芳賀 良一（はが りょういち、1927年1月29日 - 1987年8月15日）は、日本の動物学者。

## 人物
1927年1月29日生まれ。帯広畜産大学教授。専攻は動物学。1960年（昭和35年）5月23日「エゾヤチネズミの林木食害に関する実験生態学的研究」で農学博士（北海道大学）取得。1946年ごろから北海道大学農学部動物学教室には、犬飼哲夫教授の門下生である太田嘉四夫、上田明一、長谷川恩(めぐみ)らによるネズミ研究グループがつくられており、彼らの後輩にあたる芳賀良一は、同じく後輩の高津昭三、藤倉仁郎、森樊須(はんす)、阿部永(ひさし)などとともに日本の大学における哺乳類研究グループとして最大の組織を形成した。この研究グループは、林業試験場（後の森林総合研究所）北海道支場の研究者たちと密接に協力し、『北海道の林木鼠害とその防除』(1956年)、『エゾヤチネズミ研究史』(1966年)等を発表し、ネズミ害対策の現在および将来に対する重要な示唆を与えた。犬飼哲夫の手法を継いで害獣と人間とのかかわりを追求した芳賀良一は、その後帯広畜産大学に移って道東地域の野生動物の生態や分布の解明につとめた。1987年8月15日午前6時55分、肺腫瘍と慢性肝炎のため、札幌市の北海道大学医学部附属病院で死去、60歳。1956年の第1次南極観測時から犬ゾリ隊の編成、訓練を担当。奇跡の生還を果たしたカラフト犬のタロとジロを育てた。第4次南極観測隊員。

## 論文
- 国立情報学研究所収録論文 国立情報学研究所
- 犬飼哲夫; 芳賀良一; 森樊須 (1953), “北海道新十津川に於ける水田のドブネズミによる被害-予報-”, 北海道大学農学部邦文紀要 (北海道大學農學部) 1 (3):  301-304, ISSN 03675726